# Friedrich Schönwandt
Friedrich Schönwandt (* 16. Oktober 1901 in Worms; † 15. Januar 1973) war ein hessischer Politiker (FDP) und ehemaliger Abgeordneter des Beratenden Landesausschusses Groß-Hessen, einem Vorgänger des Hessischen Landtags.
Dr. Friedrich Schönwandt studierte Staatswissenschaften und promovierte über statistische Methodenlehre. Er arbeitete als Assistent an der Universität und danach beim Arbeitgeberverband Mönchengladbach, bei der Handwerkskammer Frankfurt und bei einem Kalikonzern. Er war im Zweiten Weltkrieg Soldat und war nach der Entlassung aus der Kriegsgefangenschaft 1945 bis 1960 Hauptgeschäftsführer der Handwerkskammer Kassel.
Nach 1945 war er Mitbegründer der LDP und stellvertretender Landesvorsitzender seiner Partei. Kommunalpolitisch war er als ehrenamtlicher Stadtrat in Kassel aktiv. Vom 26. Februar 1946 bis zum 14. Juli 1946 war er Mitglied des ernannten Beratenden Landesausschusses.